# Saint-Léger-du-Ventoux
Saint-Léger-du-Ventoux – miejscowość i gmina we Francji, w regionie Prowansja-Alpy-Lazurowe Wybrzeże, w departamencie Vaucluse. Nazwa miejscowości pochodzi od imienia św. Leodegara.
Według danych na rok 1990 gminę zamieszkiwało 31 osób, a gęstość zaludnienia wynosiła 2 osoby/km² (wśród 963 gmin regionu Prowansja-Alpy-W. Lazurowe Saint-Léger-du-Ventoux plasuje się na 754. miejscu pod względem liczby ludności, natomiast pod względem powierzchni na miejscu 583.).

## Populacja

Populacja Saint-Léger-du-Ventoux w latach 1962-2008